# 海丰站
海丰站是位于辽宁省昌图县海丰村的一个铁路车站，邮政编码112519。车站建于1971年，有平齐铁路经过该站，现仅办理货运，不办理客运业务，车站及其上下行区间均未电气化。车站距离四平站59公里，隶属哈尔滨铁路局，是四等站。